# Klinzy (Kursk)
Klinzy (russisch Клинцы) ist ein Dorf (selo) in der Oblast Kursk in Russland. Es gehört zum Rajon Chomutowka und zur Landgemeinde (selskoje posselenije) Romanowski selsowjet.

## Geographie
Der Ort liegt gut 116 km Luftlinie nordwestlich des Oblastverwaltungszentrums Kursk im südwestlichen Teil der Mittelrussischen Platte, 11 km nordöstlich des Rajonverwaltungszentrums Chomutowka, 8 km vom Sitz des Dorfsowjet – Romanowo, 22,5 km von der Grenze zwischen Russland und der Ukraine, an der Mündung des Flusses Gorkaja Jablonja in Sew (Nebenfluss der Nerussa).

### Klima
Das Klima im Ort ist wie im Rest des Rajons kalt und gemäßigt. Es gibt während des Jahres eine erhebliche Niederschlagsmenge. Dfb lautet die Klassifikation des Klimas nach Köppen und Geiger.

## Bevölkerungsentwicklung
| Jahr | Einwohner |
| ---- | --------- |
| 2002 | 45        |
| 2010 | 18        |

Anmerkung: Volkszählungsdaten

## Verkehr
Klinzy liegt 6 km von der Fernstraße föderaler Bedeutung M3 Ukraina (Moskau – Kaluga – Brjansk – Grenze zur Ukraine), 5,5 km von der Straße A 142 (Trosna – M3 Ukraina), 8,5 km von der Straße regionaler Bedeutung 38K-040 (Chomutowka – Rylsk – Gluschkowo – Tjotkino – Grenze zur Ukraine), an der Straße interkommunaler Bedeutung 38N-659 (A142 – Starscheje – Melnitschischtsche – Klinzy) und 34,5 km von der nächsten Eisenbahnhaltestelle 525 km (Eisenbahnstrecke Nawlja – Lgow-Kijewskij).
Der Ort liegt 209 km vom internationalen Flughafen von Belgorod entfernt.